# Lasith Malinga
Separamadu Lasith Malinga (Galle, 28 agosto 1983) è un crickettista cingalese.
La sua specialità è la palla veloce, infatti Malinga è dotato di un lancio impressionante e allo stesso tempo preciso.
Il suo soprannome è "Slinga Malinga" che deriva dalla parola inglese Sling (fionda).

## Carriera internazionale
"Slinga" Malinga debuttò nel test cricket nel luglio del 2004 al Darwin's Marrara Oval.
Tutti rimasero stupiti, Malinga in quel test realizzò 6 wickets (Darren lehmann x2, Adam Gilchrist, Damien Martyn, Shane Warne e Michael Kasprowicz).
Malinga lancia regolarmente tra i 140 e i 150 km/h (87 e 93 mph).

### One day international (ODI)
Debuttò nel suo primo ODI il 17 luglio 2004 nella partita Sri Lanka-Emirati Arabi e da quel giorno è un punto fisso della nazionale dello Sri Lanka; Malinga sorprese tutti quando nel 2007 nel campionato mondiale di cricket, durante Sri Lanka-Sud Africa (28 marzo 2007) fece 4 Wickets in 4 palle le vittime di Malinga furono: Shaun Pollock, Andrew Hall, Jacques kallis e Makhaya Ntini.

### T20 International (T20)
Malinga gioca nella squadra indiana dei Mumbai Indians(IPL)
Nella prima partita dei Mumbai Indians nella quarta stagione, Malinga fece 5 wickets contro i Delhi Daredevils, alla fine della partita il suo fu un punteggio impressionante: 5 wicket in 13 palle.

### Record
- Unico bowler ad aver preso 4 wickets in 4 palle.
- Malinga è il secondo bowler nel mondo ad aver lanciato più veloce(155,6 km/h) il primo in Sri Lanka.
- Malinga ha il record di 25 wickets nella stagione di Ipl 2011(25 wickets) stagione ancora in corso, quindi il record potrebbe ancora migliorare.